# Carmelo Arden-Quin
 (juin 2024).
Si vous disposez d'ouvrages ou d'articles de référence ou si vous connaissez des sites web de qualité traitant du thème abordé ici, merci de compléter l'article en donnant les références utiles à sa vérifiabilité et en les liant à la section « Notes et références ».
Pour les articles homonymes, voir Arden et Quin.
Carmelo Arden-Quin, né le 16 mars 1913 à Rivera (Uruguay) et mort le 27 septembre 2010 à Savigny-sur-Orge est un artiste uruguayen, figure majeure de l'art concret.

## Biographie
Après des études de droit au Brésil, il rencontre Joaquín Torres García à Montevideo en 1935. En 1938, il s'installe à Buenos Aires, où il lance en 1944 Arturo, la première revue latino-américaine consacrée aux arts abstraits.
En 1945, il fonde le groupe Arte Concreto-invencion qui réalisa la première manifestation d'art abstrait à cadre irrégulier. En 1946, il crée le mouvement MADI (pour MAtérialisme DIalectique) à Buenos Aires, avec les artistes Martin Blaszko, Esteban Eitler, Gyula Kosice, Ignacio Blaszko et Rhod Rothfuss. Dans les années 1950, il dira que l'origine du nom "MADI" est dans la formule "MAtérialisme DIalectique", tandis qu'en 1958 il dira que c'est une anagramme de "Movimiento Abstraccion Dimension Invencion". MADI propose une peinture hors du carré ou le rectangle et l’utilisation de formes découpées. Affranchie des surfaces planes, la peinture peut se faire aussi sur toute type de surfaces, sur des plans amovibles, surfaces galbées, et la sculpture sur des espaces creux, structures mobiles et articulées.
En 1948, Carmelo Arden-Quin s'installe définitivement en France. Il rencontre Michel Seuphor, Marcelle Cahn, Auguste Herbin, Jean Arp, Félix Del Marle, Denise René. La même année, le Salon parisien des Réalités nouvelles, salon de l'abstraction géométrique, accueille pour la première fois en France un ensemble d'œuvres MADI.
En 1951, Volf Roitman (en), codirecteur de la revue Poésia Buenos Aires revue devenue depuis culte, et qui influencerait toute une génération de poètes argentins, arrive à Paris. Sa rencontre avec Arden Quin initiera une collaboration qui, pendant un demi-siècle, suscitera un renouvellement constant du concept Madi et concertera des expositions et autres activités parmi les plus notoires générées à ce jour par l’art MADI.
De 1950 à 1955.  Les artistes Bresciani, Desserprit, Eielson, Gregorio Vardanega qu’Arden Quin avait réunis à Paris, dans l’exposition MADI en avril 1950 à la galerie Colette Allendy et dans le Salon des Réalités Nouvelles de la même année, s’étaient depuis dispersés. Roitman, initié à la peinture MADI par Arden Quin, propose alors à celui-ci de restructurer le mouvement en France et de créer à l’instar des surréalistes, un centre d’Études et de Recherches Madistes. Bientôt des artistes vénézuéliens s’ajoutent à eux (Luis Guevarra, Ruben Nuñez). Une exposition présentée sous le nom "Espace Lumière" réunit Carmelo Arden Quin, Jesus Rafael Soto, Alejandro Otero, Luis Guevarra Moreno, Ruben Nunez, Pardo, Jack Youngerman et Jeanne Kosnick-Kloss à la galerie Suzanne Michel à la fin de l'année 1951. On retrouve ces artistes MADI au Salon des Réalités Nouvelles de 1952. Ces mêmes artistes MADI  exposent de nouveau à la Galerie Suzanne Michel en 1952 avec Erminy, Koskas et Omar Carreno puis avec les Français Alexandre, Lerein, Sallaz, encore à la galerie Suzanne Michel du 12 au 23 février 1953. L’atelier de Marcelle Saint-Omer, 23 rue Froidevaux, accueillera deux nouveaux madistes : Roger Neyrat et Claude de Seynes, et sera de 1952 à 1958 ce que le Bateau-Lavoir fut aux cubistes, une sorte de laboratoire d’Avant-Garde, une mini Bauhaus, où peintres, sculpteurs, poètes se trouvent pour travailler ensemble. Cette même année, les Madistes ont une salle exclusive au Salon des Réalités Nouvelles, où selon le critique français Dominique Viéville: les œuvres madistes constituèrent des premières marches vers l’art cinétique. Celles-ci inspireront l’œuvre postérieure de Jesús-Rafael Soto et Carlos Cruz-Diez, et même de Victor Vasarely, qui reprendra certains des principes madistes à une échelle monumentale, dans son mural Positivo-Negativo, qu’il réalisera pour la Cité universitaire de Caracas et la formulation de son manifeste préface de l’exposition Le mouvement à la galerie Denise René, en 1955.
Avec les poètes français Jean Thiercelin, Frédérick Tristan, Jacques Sénelier,le sculpteur Henri Tronquoy, et Volf Roitman, Arden Quin fonda la revue Ailleurs , que, de 1962 à 1966, consacrera 8 issues a la diffusion de l’art et la littérature d’avant-garde.
De 1958 à 1971, Obligé de gérer une entreprise héritée par sa femme, Arden Quin se dit "peintre du dimanche" et concentre sa production autour de la problématique du collage et du découpage. Participe en 1958 à l’exposition " 50 ans de Collages " au musée de Saint-Étienne.Il ne reprendra son activité d'artiste à plein temps qu'à partir de la fin des années soixante. 
1968 : co-signe avec une douzaine d'artistes le Manifeste IN ter VENTION, écrit à Nice par Marcel Alocco et Raphaël Monticelli pour le groupe niçois du même nom.
1971 Découpages, poèmes, romans. Cette même année, Arden Quin travaille à l’atelier d’Antonio Asis et reprend les lignes verticales dans la composition.
1979 Expositions  à la galerie Lieu 30, à Paris puis à la galerie Lieu 5 à Nice, avec présentation d'œuvres de la nouvelle série de Coplanals.
1983 Exposition hommage pour ses 70 ans à l’Espace Latino-Américain de Paris.
1985 Exposition d’œuvres récentes à la Galerie Alexandre De La Salle. Rétrospective à l’Espace latino-américain de Rome. Exposition au Musée d’Art Contemporain de Sao Paulo. Exposition à la Galerie des Ponchettes, Nice. Exposition à la Galerie 30, Paris: "Programmation du plastique"
La charismatique personnalité d’Arden Quin exercera une influence prépondérante sur l’œuvre de nombreux artistes contemporains de différentes nationalités. Grâce à elle aussi, il obtiendra l’appui et la collaboration d’artistes et écrivains qui diffuseront ses idées et créeront d’autres groupes MADI, comme Salvatore Presta en Italie, Jean Claude Faucon en Belgique, Zsuzsa Dárdai en Hongrie, César López Osornio en Argentine, Jaildo Marinho au Brésil.
Les expositions et conférences consacrées au mouvement MADI se sont ensuite succédé dans le monde entier. Parmi les dernières grandes manifestations on peut signaler celle qui s'est déroulée au Centro de Arte Reina Sofía à Madrid, en 1997.
1992 Exposition « Mouvement Madi » à la Galerie Helios de Calais. Exposition « Abstraction Géométrique » à la Galerie Alexandre De La Salle. Le Museum of Modern Art (MOMA) de New York présente une grande exposition « Art d’Amérique Latine » avec une importante salle consacrée à Carmelo Arden Quin. Cette exposition sera reprise ensuite au Centre Georges Pompidou à Paris.
1994 Le Musée d’Art moderne de Galarate (Italie) fonde les Archives MADI, annonce le projet d’une exposition Internationale d’Art Madi et la création d’une Fondation MADI.Exposition « Arden Quin. Œuvres 1934-1994 » à la Galerie Esplanade (École des Beaux-Arts de Metz).
Deux expositions majeures auront lieu en Espagne, initiées par Volf Roitman.Par le nombre des participants : plus de 10 nationalités et l’importance des catalogues y consacrés, celles-ci consolideront le positionnement international d’Arden Quin comme fondateur et figure centrale du Madisme:
- MADI International 50 Años Después (Commissaire César López Osornio, au “Centro de Exposiciones y Congresos de l’Ibercaja,” à Saragosse, Espagne, mars-avril 1996.

- Arte MADI, au Musée Reina Sofía, Madrid, Espagne, Commissaire Maria Lluisa Borrás, juin-octobre 1997.

Rétrospective la plus vaste à ce jour, incluant 52 participants venant de quatre continents, et un catalogue de 300 pages, en espagnol et en anglais.
Arden Quin a participé dans d’innombrables expositions du groupe et du mouvement International MADI,dans nombreuses expositions personnelles. Et aussi en duo ou trio.
- Juin 1995: Carmelo Arden Quin, Volf Roitman, 44 Ans Après

Galerie Claude Dorval, Paris, préfacée par Roger Neyrat.
- Septembre 1995: Galerie Centoira, Buenos Aires, Anterioridad y Continuidad Madi avec Bolivar et Volf Roitman, puis, en octobre, à Montevideo,avec les mêmes, au musée Torres García.
- May 1996: Dopo Il Rettangolo, avec Salvatore Presta et Volf Roitman, à la galerie Arte Struktura, Milan, Italie.

Septembre
- 1997: Hors Cadre, avec Roitman, commissaire Roberto Vignola, à la Galerie Alexandre Mottier, Genève, Suisse.

- MADI Outside the Box, Eleven International MADI artists Featuring Carmelo Arden Quin et Volf Roitman, from the Masterson and Lenherr Collections, au musée Polk, Lakeland, Floride,en août 2001, et en novembre de la même année au Gulf Coast Musée, Largo, Floride.
- Celebration of Geometric Art, Homage to Carmelo Arden Quin au Musée MADI, Dallas, Texas, février 2005, et au Musée Leepa-Rattner, Tarpon Springs, Floride, juillet 2006.

L'art de Carmelo Arden-Quin et le mouvement Madi dont il a assuré la promotion plongent leurs racines dans l'art géométrique et l'art concret. mais aussi dans la philosophie de l’art ludique, initialement esquissée dans le célèbre essai de Johan Huizinga, Homo Ludens (1938)
- 2008 " Mouvement MADI International 1946/2008" Maison de l'Amérique latine Paris